# ستيفن هايز
ستيفن هايز (بالإنجليزية: Stephen K. Hayes)‏ (و. 1949 – م) هو مؤلِّف، وروائي، وممثل، وممثل تلفزيوني، وكاتِب، من الولايات المتحدة الأمريكية، ولد في ويلمنتجون، ديلاوير.

## التعليم
تعلم في جامعة ميامي (أوهايو).

## وصلات خارجية
- ستيفن هايز على موقع IMDb (الإنجليزية)
- ستيفن هايز على موقع أول موفي (الإنجليزية)
- ستيفن هايز على موقع قاعدة بيانات الفيلم (الإنجليزية)